# Campeonato Mundial de Voleibol Feminino Sub-20 de 2015
O Campeonato Mundial de Voleibol Feminino Sub-20 de 2015 foi a décima oitava edição do Campeonato Mundial de Voleibol Feminino sub-20, que aconteceu em Porto Rico de 11 a 19 de setembro de 2015 nas cidades de Caguas, Gurabo, Juncos e Maunabo.
A República Dominicana derrotou o Brasil por 3-2 na final, conquistando seu primeiro título. Isso marcou o primeiro título mundial da República Dominicana em qualquer faixa etária. Brayelin Martínez foi eleita a melhor jogadora da competição.

## Equipes qualificadas
Um total de 16 equipes se qualificaram para o torneio final. O Conselho de Eventos Esportivos da FIVB confirmou uma proposta de simplificação do número de equipes participantes nos Campeonatos Mundiais por faixa etária em 14 de dezembro de 2013.
| Torneio de qualificação                   | Data                                  | Sede                | Vagas | Qualificados         | Última participação |
| ----------------------------------------- | ------------------------------------- | ------------------- | ----- | -------------------- | ------------------- |
| País-sede                                 | 14 de maio de 2015                    | Lausana             | 1     | Porto Rico           | 2007                |
| Campeonato Asiático de 2014               | 16-24 de julho de 2014                | Taipé               | 2     | China                | 2013                |
| Campeonato Asiático de 2014               | 16-24 de julho de 2014                | Taipé               | 2     | Japão                | 2013                |
| Campeonato NORCECA de 2014                | 8-13 de julho de 2014                 | Cidade da Guatemala | 1     | Cuba                 | 2011                |
| Campeonato Africano de 2015               | 27 de fevereiro - 2 de março de 2015  | Cairo               | 1     | Egito                | 2013                |
| Campeonato Qualificatório Europeu Chave G | 15-17 de maio de 2015                 | Ruma                | 1     | Sérvia               | 2013                |
| Campeonato Qualificatório Europeu Chave H | 14-16 de maio de 2015                 | Anapa               | 1     | Rússia               | 2013                |
| Campeonato Sul-Americano de 2014          | 29 de setembro - 5 de outubro de 2014 | Barrancabermeja     | 2     | Brasil               | 2013                |
| Campeonato Sul-Americano de 2014          | 29 de setembro - 5 de outubro de 2014 | Barrancabermeja     | 2     | Peru                 | 2013                |
| Ranking Mundial                           | Dezembro de 2014                      | Lausana             | 7     | Turquia              | 2013                |
| Ranking Mundial                           | Dezembro de 2014                      | Lausana             | 7     | Itália               | 2013                |
| Ranking Mundial                           | Dezembro de 2014                      | Lausana             | 7     | República Dominicana | 2013                |
| Ranking Mundial                           | Dezembro de 2014                      | Lausana             | 7     | Bulgária             | 2013                |
| Ranking Mundial                           | Dezembro de 2014                      | Lausana             | 7     | Taipé Chinês         | 2013                |
| Ranking Mundial                           | Dezembro de 2014                      | Lausana             | 7     | México               | 2013                |
| Ranking Mundial                           | Dezembro de 2014                      | Lausana             | 7     | Chéquia              | 2013                |
| Total                                     |                                       |                     |       |                      |                     |

- Estados Unidos retirou-se do torneio.

## Composição das Chaves
O sorteio das chaves aconteceu em Carolina, Porto Rico em 1 de julho de 2015. Os números entre parênteses indicam a colocação do respectivo time no ranking mundial em dezembro de 2014.
| Chave A         | Chave B     | Chave C           | Chave D                  |
| --------------- | ----------- | ----------------- | ------------------------ |
| Porto Rico (28) | China (1)   | Japão (2)         | Brasil (3)               |
| Rússia (7)      | Sérvia (6)  | Itália (5)        | Turquia (4)              |
| Bulgária (10)   | Peru (9)    | Taipé Chinês (12) | República Dominicana (8) |
| Cuba (16)       | México (13) | Egito (24)        | Chéquia (14)             |

## Locais dos Jogos
| Chaves A, B, D, E, 13º–16º lugares, 5º–8º lugares, semifinais e finais | Chaves A, B, G, 9º–12º lugares, semifinais e finais | Chaves A, D, F e finais     | Chaves C, H, 13º–16º lugares, 9º–12º lugares e finais |
| ---------------------------------------------------------------------- | --------------------------------------------------- | --------------------------- | ----------------------------------------------------- |
| Maunabo, Porto Rico                                                    | Juncos, Porto Rico                                  | Gurabo, Porto Rico          | Caguas, Porto Rico                                    |
| Maunabo City Coliseum                                                  | Rafael G. Almalbert Coliseum                        | Fernando Hernandez Coliseum | Hector Sola Bezares Coliseum                          |
| Capacidade: 2500                                                       | Capacidade: 3500                                    | Capacidade: 3500            | Capacidade: 7500                                      |

## Critérios de posicionamento de chave
1. Número de vitórias
2. Pontos
3. Razão de sets
4. Razão de pontos
5. Se a razão de pontos não for suficiente para o desempate entre dois times, a prioridade será dada ao time que ganhou a última partida disputada entre eles. Se a razão de pontos não for suficiente para o desempate entre três ou mais times, uma nova classificação desses times em termo de pontos 1, 2 e 3 será feita levando em consideração apenas as partidas em que se enfrentaram.

Partida vencida por 3-0 ou 3-1: 3 pontos para o vencedor, 0 pontos para o perdedor;
Partida vencida por 3-2: 2 pontos para o vencedor, 1 ponto para o perdedor.

## Primeira Fase
- Todos os horários se baseiam no Horário Padrão de Brasília (GMT-3)

|  | Qualificados para a Segunda Fase (Chave E ou F) |
|  | Qualificados para a Segunda Fase (Chave G ou H) |

### Chave A
|     |            |     | Jogos | Jogos | Jogos | Pontos | Pontos | Pontos | Sets | Sets | Sets  |
| Pos | Equipe     | Pts | T     | V     | D     | V      | P      | R      | V    | P    | R     |
| --- | ---------- | --- | ----- | ----- | ----- | ------ | ------ | ------ | ---- | ---- | ----- |
| 1   | Rússia     | 9   | 3     | 3     | 0     | 225    | 153    | 1.471  | 9    | 0    | MAX   |
| 2   | Bulgária   | 6   | 3     | 2     | 1     | 250    | 237    | 1.055  | 6    | 5    | 1.200 |
| 3   | Cuba       | 2   | 3     | 1     | 2     | 224    | 265    | 0.845  | 4    | 8    | 0.500 |
| 4   | Porto Rico | 1   | 3     | 0     | 3     | 225    | 269    | 0.836  | 3    | 9    | 0.333 |

| Data   | Hora  |            | Placar |             | Set 1 | Set 2 | Set 3 | Set 4 | Set 5 | Total | Relatório |
| ------ | ----- | ---------- | ------ | ----------- | ----- | ----- | ----- | ----- | ----- | ----- | --------- |
| 11 set | 18:00 | Cuba       | 0–3    | ' Rússia'   | 9–25  | 22–25 | 17–25 |       |       | 48–75 | 48–75     |
| 11 set | 20:30 | Porto Rico | 1–3    | ' Bulgária' | 25–23 | 17–25 | 19–25 | 21–25 |       | 82–98 | 82–98     |
| 12 set | 18:00 | Cuba       | 1–3    | ' Bulgária' | 19–25 | 26–24 | 19–25 | 16–25 |       | 80–99 | 80–99     |
| 12 set | 20:30 | Porto Rico | 0–3    | ' Rússia'   | 14–25 | 17–25 | 21–25 |       |       | 52–75 | 52–75     |
| 13 set | 18:00 | 'Rússia '  | 3–0    | Bulgária    | 25–19 | 25–15 | 25–19 |       |       | 75–53 | 75–53     |
| 13 set | 20:30 | Porto Rico | 2–3    | ' Cuba'     | 14–25 | 20–25 | 25–20 | 25–11 | 7–15  | 91–96 | 91–96     |

### Chave B
|     |        |     | Jogos | Jogos | Jogos | Pontos | Pontos | Pontos | Sets | Sets | Sets  |
| Pos | Equipe | Pts | T     | V     | D     | V      | P      | R      | V    | P    | R     |
| --- | ------ | --- | ----- | ----- | ----- | ------ | ------ | ------ | ---- | ---- | ----- |
| 1   | Peru   | 9   | 3     | 3     | 0     | 231    | 194    | 1.191  | 9    | 0    | MAX   |
| 2   | Sérvia | 5   | 3     | 2     | 1     | 237    | 212    | 1.118  | 6    | 5    | 1.200 |
| 3   | China  | 4   | 3     | 1     | 2     | 237    | 229    | 1.035  | 5    | 6    | 0.833 |
| 4   | México | 0   | 3     | 0     | 3     | 155    | 225    | 0.689  | 0    | 9    | 0,000 |

| Data   | Hora  |          | Placar |           | Set 1 | Set 2 | Set 3 | Set 4 | Set 5 | Total | Relatório |
| ------ | ----- | -------- | ------ | --------- | ----- | ----- | ----- | ----- | ----- | ----- | --------- |
| 11 set | 18:00 | 'China ' | 3–0    | México    | 25–18 | 25–13 | 25–23 |       |       | 75–54 | 75–54     |
| 11 set | 20:30 | 'Peru '  | 3–0    | Sérvia    | 25–18 | 25–21 | 28–26 |       |       | 78–65 | 78–65     |
| 12 set | 18:00 | México   | 0–3    | ' Sérvia' | 19–25 | 8–25  | 15–25 |       |       | 42–75 | 42–75     |
| 12 set | 20:30 | 'Peru '  | 3–0    | China     | 26–24 | 25–21 | 27–25 |       |       | 78–70 | 78–70     |
| 13 set | 18:00 | China    | 2–3    | ' Sérvia' | 20–25 | 25–14 | 25–18 | 17–25 | 5–15  | 92–97 | 92–97     |
| 13 set | 20:30 | México   | 0–3    | ' Peru'   | 14–25 | 22–25 | 23–25 |       |       | 59–75 | 59–75     |

### Chave C
|     |              |     | Jogos | Jogos | Jogos | Pontos | Pontos | Pontos | Sets | Sets | Sets  |
| Pos | Equipe       | Pts | T     | V     | D     | V      | P      | R      | V    | P    | R     |
| --- | ------------ | --- | ----- | ----- | ----- | ------ | ------ | ------ | ---- | ---- | ----- |
| 1   | Itália       | 9   | 3     | 3     | 0     | 247    | 182    | 1.357  | 9    | 1    | 9,000 |
| 2   | Japão        | 6   | 3     | 2     | 1     | 230    | 186    | 1.237  | 7    | 3    | 2.333 |
| 3   | Taipé Chinês | 3   | 3     | 1     | 2     | 213    | 229    | 0.930  | 3    | 7    | 0.429 |
| 4   | Egito        | 0   | 3     | 0     | 3     | 156    | 249    | 0.627  | 1    | 9    | 0.111 |

| Data   | Hora  |              | Placar |                 | Set 1 | Set 2 | Set 3 | Set 4 | Set 5 | Total | Relatório |
| ------ | ----- | ------------ | ------ | --------------- | ----- | ----- | ----- | ----- | ----- | ----- | --------- |
| 11 set | 18:00 | 'Japão '     | 3–0    | Egito           | 25–12 | 25–8  | 25–10 |       |       | 75–30 | 75–30     |
| 11 set | 20:30 | Taipé Chinês | 0–3    | ' Itália'       | 22–25 | 12–25 | 21–25 |       |       | 55–75 | 55–75     |
| 12 set | 18:00 | 'Itália '    | 3–0    | Egito           | 25–15 | 25–15 | 25–18 |       |       | 75–48 | 75–48     |
| 12 set | 20:30 | 'Japão '     | 3–0    | Taipé Chinês    | 25–18 | 25–17 | 26–24 |       |       | 76–59 | 76–59     |
| 13 set | 18:00 | Egito        | 1–3    | ' Taipé Chinês' | 26–24 | 17–25 | 18–25 | 17–25 |       | 78–99 | 78–99     |
| 13 set | 20:30 | Japão        | 1–3    | ' Itália'       | 25–21 | 21–25 | 9–25  | 24–26 |       | 79–97 | 79–97     |

### Chave D
|     |                      |     | Jogos | Jogos | Jogos | Pontos | Pontos | Pontos | Sets | Sets | Sets  |
| Pos | Equipe               | Pts | T     | V     | D     | V      | P      | R      | V    | P    | R     |
| --- | -------------------- | --- | ----- | ----- | ----- | ------ | ------ | ------ | ---- | ---- | ----- |
| 1   | República Dominicana | 9   | 3     | 3     | 0     | 249    | 196    | 1.270  | 9    | 1    | 9,000 |
| 2   | Brasil               | 6   | 3     | 2     | 1     | 213    | 174    | 1.224  | 6    | 3    | 2,000 |
| 3   | Turquia              | 3   | 3     | 1     | 2     | 205    | 228    | 0.899  | 3    | 7    | 0.429 |
| 4   | Chéquia              | 0   | 3     | 0     | 3     | 203    | 272    | 0.746  | 2    | 9    | 0.222 |

| Data   | Hora  |                         | Placar |         | Set 1 | Set 2 | Set 3 | Set 4 | Set 5 | Total | Relatório |
| ------ | ----- | ----------------------- | ------ | ------- | ----- | ----- | ----- | ----- | ----- | ----- | --------- |
| 11 set | 18:00 | 'Brasil '               | 3–0    | Chéquia | 25–18 | 25–11 | 25–17 |       |       | 75–46 | 75–46     |
| 11 set | 20:30 | 'República Dominicana ' | 3–0    | Turquia | 25–20 | 25–14 | 25–20 |       |       | 75–54 | 75–54     |
| 12 set | 18:00 | 'República Dominicana ' | 3–1    | Chéquia | 25–20 | 24–26 | 25–19 | 25–14 |       | 99–79 | 99–79     |
| 12 set | 20:30 | 'Brasil '               | 3–0    | Turquia | 25–19 | 25–17 | 25–17 |       |       | 75–53 | 98–78     |
| 13 set | 18:00 | 'Turquia '              | 3–1    | Chéquia | 25–19 | 23–25 | 25–19 | 25–15 |       | 98–78 | 98–78     |
| 13 set | 20:30 | 'República Dominicana ' | 3–0    | Brasil  | 25–22 | 25–22 | 25–19 |       |       | 75–63 | 75–63     |

## Segunda Fase
- Todos os horários se baseiam no Horário Padrão de Brasília (GMT-3)

|  | Qualificados para as Semifinais                     |
|  | Qualificados para as Disputas do 5º a 8º lugares    |
|  | Qualificados para as Disputas do 9º ao 12º lugares  |
|  | Qualificados para as Disputas do 13º ao 16º lugares |

### Chave E
|     |        |     | Jogos | Jogos | Jogos | Pontos | Pontos | Pontos | Sets | Sets | Sets  |
| Pos | Equipe | Pts | T     | V     | D     | V      | P      | R      | V    | P    | R     |
| --- | ------ | --- | ----- | ----- | ----- | ------ | ------ | ------ | ---- | ---- | ----- |
| 1   | Brasil | 8   | 3     | 3     | 0     | 309    | 249    | 1.241  | 9    | 4    | 2.250 |
| 2   | Itália | 6   | 3     | 2     | 1     | 250    | 236    | 1.059  | 7    | 4    | 1.750 |
| 3   | Sérvia | 3   | 3     | 1     | 2     | 262    | 275    | 0.953  | 5    | 7    | 0.714 |
| 4   | Rússia | 1   | 3     | 0     | 3     | 215    | 276    | 0.779  | 3    | 9    | 0.333 |

| Data   | Hora  |           | Placar |           | Set 1 | Set 2 | Set 3 | Set 4 | Set 5 | Total  | Relatório |
| ------ | ----- | --------- | ------ | --------- | ----- | ----- | ----- | ----- | ----- | ------ | --------- |
| 15 set | 18:00 | Rússia    | 1–3    | ' Sérvia' | 25–20 | 18–25 | 16–25 | 18–25 |       | 77–95  | 77–95     |
| 15 set | 20:30 | Itália    | 1–3    | ' Brasil' | 11–25 | 22–25 | 27–25 | 20–25 |       | 80–100 | 80–100    |
| 16 set | 18:00 | Rússia    | 2–3    | ' Brasil' | 25–19 | 8–25  | 25–21 | 16–25 | 7–15  | 81–105 | 81–105    |
| 16 set | 20:30 | 'Itália ' | 3–1    | Sérvia    | 19–25 | 25–21 | 25–20 | 25–13 |       | 94–79  | 94–79     |
| 17 set | 18:00 | Rússia    | 0–3    | ' Itália' | 18–25 | 24–26 | 15–25 |       |       | 57–76  | 57–76     |
| 17 set | 20:30 | 'Brasil ' | 3–1    | Sérvia    | 25–14 | 27–25 | 27–29 | 25–20 |       | 104–88 | 104–88    |

1. ↑  «News detail - Heart-stopping final goes for Dominican Republic with marvelous Brayelin Martínez - FIVB Volleyball Women's U20 World Championship 2015». u20.women.2015.volleyball.fivb.com. Consultado em 24 de agosto de 2020
2. ↑  «News detail - Unprecedented glory for Dominican Republic at Women's U20 World Championship - FIVB Volleyball Women's U20 World Championship 2015». u20.women.2015.volleyball.fivb.com. Consultado em 24 de agosto de 2020
3. ↑  «FIVB - Media». www.fivb.org. Consultado em 24 de agosto de 2020
4. ↑  «U20 Drawing of Lots ceremony held in Puerto Rico». web.archive.org. 4 de julho de 2015. Consultado em 25 de agosto de 2020